# George Leontjuk
George Leontjuk (ukrainska: Георгій Ігорович Леончук, Heorhij Ihorovytj Leontjuk), född den 24 maj 1974 i Potsdam, Östtyskland, är en ukrainsk seglare.
Han tog OS-silver i 49er i samband med de olympiska seglingstävlingarna 2004 i Aten.